# Список VDQS вин
Список VDQS (Vin Délimité de Qualité Supérieure) або Марочних вин вищої якості, які являють собою другу вищу категорію із чотирьох, зокрема:
- VDQS (Vin Délimité de Qualité Supérieure) — марочні вина вищої якості;
- AOC (Appellation d'origine controlée) — вина контрольованих найменувань за походженням (КНП, категорія марочних вин)
- Vins de pays — вина земель або місцеві вина;
- Vins de table — столові вина.

Відповідно реформи 2012 року категорія VDQS буде скасована. Існуючі VDQS вина будуть або підвищені до AOC або понижені до Vin de pays або IGP. 

## Список Vin Délimité de Qualité Supérieure
| VDQS                                              | Регіон                   | Перейдуть до категорії | Рішення INAO | Публікація у офіційному журналі | Затвердження AOP |
| ------------------------------------------------- | ------------------------ | ---------------------- | ------------ | ------------------------------- | ---------------- |
| Coteaux-d'ancenis (Коте д'Ансені)                 | Долина Луари             | AOC                    | 09/2011      | .                               | .                |
| Coteaux-du-quercy (Коте-дю-Керсі)                 | Південно-Західна Франція | AOC                    | 19/05/11     | .                               | .                |
| Côtes-de-millau (Кот-де-Мілло)                    | Південно-Західна Франція | AOC                    | 19/05/11     | -> «AOC Millau»                 | .                |
| Côtes-de-saint-mont (Кот-де-Сент-Мон)             | Південно-Західна Франція | AOC                    | 19/05/11     | -> «AOC Saint-Mont»             | .                |
| Tursan (Тюрсан)                                   | Південно-Західна Франція | AOC                    | 19/05/11     | .                               | .                |
| Entraygues-et-du-fel (Антрег-е-дю-Фель)           | Південно-Західна Франція | AOC                    | 19/05/11     | -> «AOC Entraygues et Le Fel»   | .                |
| Estaing (Естен)                                   | Південно-Західна Франція | AOC                    | 19/05/11     | .                               | .                |
| Saint-sardos (Сен-Сардос)                         | Південно-Західна Франція | AOC                    | 19/05/11     | .                               | .                |
| Gros-plant-du-pays-nantais (Гро-план-дю-пе-Ранте) | Долина Луари             | AOC                    | 10/02/11     | .                               | .                |
| Côtes-du-brulhois (Кот-дю-Брюлуа)                 | Південно-Західна Франція | AOC                    | 10/02/11     | -> «AOC Brulhois»               | .                |
| Haut-poitou (О-Пуату)                             | Долина Луари             | AOC                    | 16/10/10     | .                               | .                |
| Côtes-d'auvergne (Кот-д'Оверн)                    | Долина Луари             | AOC                    | 16/10/10     | .                               | .                |
| Moselle (Мозель)                                  | Lorraine                 | AOC                    | 16/10/10     | .                               | .                |
| Vin du Thouarsais (Він дю Туарсе)                 | Долина Луари             | другі AOC: Анжу        | .            | .                               | .                |
| Lavilledieu (Лавільдьє)                           | Південно-Західна Франція | IGP                    | .            | .                               | .                |

Офіційно затверджені господарства, що перейшли до категорії AOC:
| AOC                          | Регіон       | Перейдуть до категорії | Рішення INAO | Публікація у офіційному журналі                                                                                        | Затвердження AOP |
| ---------------------------- | ------------ | ---------------------- | ------------ | --- | --- |
| Fiefs-vendéens (Фієф-Венден) | Долина Луари | AOC                    | 10/02/11     | n°0211 du 11/09/2011 p.15315 txt n°21 : Décret n°2011-1094 du 9/09/2011 [Архівовано 9 березня 2016 у Wayback Machine.] | . |
| Châteaumeillant (Шатомеян)   | Долина Луари | AOC                    | 9/06/2010    | n°0273 du 25/11/2010 p.21024 txt n°9 : Décret n° 2010-1442 du 22/11/2010                                               | n°0210 du 10/09/2011 p.15261 txt n°32[недоступне посилання з травня 2019] : Décret n°2011-1081 du 8/09/2011 [Архівовано 6 березня 2016 у Wayback Machine.] |